# Шилов, Сергей Владимирович
Серге́й Влади́мирович Ши́лов (6 февраля 1988, Новый) — российский шоссейный и трековый велогонщик, выступающий с 2018 за ПроКонтинентальную команду «Gazprom-RusVelo». Также выступает за сборную России в различных дисциплинах начиная с 2006 года. Многократный чемпион и призёр всероссийских первенств, двукратный чемпион летней Универсиады в Китае, победитель и призёр этапов престижных многодневных гонок в Италии, Испании и Португалии. На соревнованиях представляет город Санкт-Петербург и параллельным зачётом Удмуртскую Республику, мастер спорта международного класса.

## Биография
Сергей Шилов родился 6 февраля 1988 года в посёлке Новый Воткинского района Удмуртии. Активно заниматься велоспортом начал в раннем детстве, проходил подготовку в местной детско-юношеской спортивной школе и в санкт-петербургской школе высшего спортивного мастерства, в разное время тренировался под руководством таких специалистов как А. Н. Шишкин, А. А. Кузнецов, В. В. Колосов. Состоит в ЦСКА.
Первого серьёзного успеха добился в 2006 году, когда впервые стал чемпионом России в командной гонке. В 2008 году принял участие в российских многодневных гонках «Тур Сочи» и «Путь к Пекину» — на нескольких этапах был близок к призовым позициям. Год спустя присоединился к профессиональной команде «Москва», однако вскоре был дисквалифицирован за применение запрещённого препарата карфедона.
В 2010 году после окончания срока дисквалификации принял участие в «Вуэльте Мурсии» и в нескольких других крупных турах Испании, в многодневной гонке на приз Хоакима Агустиньо в португальском городе Торриш-Ведраш. При этом на треке в командной гонке преследования одержал победу на молодёжном чемпионате Европы в Санкт-Петербурге, тогда как в программе скрэтча стал бронзовым призёром. Будучи студентом, выступил на летней Универсиаде в китайском Шэньчжэне, где взял золото в трековой гонке преследования на 4000 метров и в шоссейной групповой гонке на 50 км.
Начиная с 2012 года Шилов выступал за профессиональную команду «Локосфинкс», участвовал в многодневной гонке «Вуэльта Астурии», на одном из этапов стал серебряным призёром. Одновременно с этим на треке добился звания чемпиона России в индивидуальной гонке преследования. В следующем сезоне помимо успешных стартов в Италии, Бельгии и Словении выиграл третий этап престижной многодневки «Вуэльта Кастилии и Леона» в Испании, расположившись в генеральной классификации на четвёртой строке. 2014 год провёл не менее успешно, добавил в послужной список победу на этапе «Вуэльты Португалии», стал призёром в ещё нескольких гонках континентального тура, был четвёртым на втором этапе «Джиро ди Фриули».
За выдающиеся спортивные достижения удостоен почётного звания «Мастер спорта России международного класса».
Gazprom-RusVelo
В 2018 году подписывает однолетний контракт с «Gazprom-RusVelo»

## Выступления
2012
1-й Этап 3 Вольта Алентежу
2013
4-й Vuelta Ciclista a León
1-й Очковая классификация
1-й Этап 3
10-й Мемориал Марко Пантани
2014
1-й Этап 8 Вольта Португалии
4-й Чемпионат России в индивидуальной гонке
5-й Вуэльта Риохи
2015
1-й Этап 2 Вуэльта Кастилии и Леона
1-й в Прологе Трофей Хоакима Агостино
8-й Мемориал Марко Пантани
2016
2-й Вуэльта Риохи
2017
1-й Трофей Маттеотти
1-й Prueba Villafranca de Ordizia
3-й  Чемпионат России в групповой гонке
4-й Чемпионат России в индивидуальной гонке